# Chapultepec, Sonora
Chapultepec är en ort i Mexiko.   Den ligger i kommunen Huatabampo och delstaten Sonora, i den västra delen av landet, 1 300 km nordväst om huvudstaden Mexico City. Chapultepec ligger 7 meter över havet och antalet invånare är 422.
Terrängen runt Chapultepec är mycket platt. En vik av havet är nära Chapultepec söderut.  Närmaste större samhälle är Huatabampo, 9,6 km norr om Chapultepec. 